# Cárcheles
Cárcheles település Spanyolországban, Jaén tartományban. Cárcheles Campillo de Arenas, Pegalajar és Cambil községekkel határos. Lakosainak száma 1293 fő (2024).

## Népesség
A település népessége az elmúlt években az alábbi módon változott:
| Lakosok száma | 1528 | 1436 | 1507 | 1505 | 1497 | 1458 | 1375 | 1363 | 1310 | 1293 |
|               | 2001 | 2004 | 2007 | 2009 | 2012 | 2014 | 2017 | 2019 | 2022 | 2024 |